# ダイイング・メッセージ
ダイイング・メッセージ (dying message) とは、死亡した人物が死の間際に残したメッセージのこと。多くは殺人事件の被害者によって犯人を示す目的で残される。

## 概要
ダイイング・メッセージとは、犯人に致命傷を負わされたり、毒を飲まされたりした被害者が、死亡する直前に残した犯人を示す何らかのメッセージのことである。ここでは主に、ミステリ作品についてのダイイング・メッセージを解説する。
ミステリ作品の場合には、犯人の名前を何らかの記号にして書き残したり、手近にあり犯人に関連する品物をつかんだりすることで手がかりを暗示する。瀕死の状態で発見され、発見者に犯人を示す何らかのごく短い言葉を言って息絶えるパターンもある。そして、作品に登場する探偵役がそのメッセージを推理し、犯人を探り当てる。
ミステリー作品においては、エラリー・クイーンの作品がよく知られている。

## パターン
ミステリ作品におけるダイイング・メッセージは、犯人を間違えている、複数人を指している、犯人により書き換えられているなど簡単に解ける場合と、暗号のように「簡単には解けないメッセージ」となっており、探偵もメッセージの解読に苦労した上で犯人や事件を推理することになる。殺害発見直後にメッセージが明確に犯人などを示していることはほとんどなく、その理由として下記のような原因が挙げられる。

### 犯人に気づかれる可能性がある場合
犯人には分からないよう暗号
まずミステリ作品における大前提として、犯人がメッセージに気づく可能性があるため、「なんらかの暗号」にせざるを得ない。この際、読者にも一読では暗号が解けないが、解読法を説明されれば理不尽なく納得できるような「常識的な範囲で解読できる暗号」である必要がある。
- 犯人には分からない暗号

犯人が興味がない事柄であったり、暗号の解き方を知らないことを被害者が知っている場合などが挙げられる。
- 被害者の知人や専門家にしか分からない暗号

被害者の知人や専門家でないと解けない類の暗号の場合には、その伏線や前振りとなる情報が与えられていないとアンフェアであると判断される。
犯人に発見されにくい場所
メッセージが明確に犯人を名指しする場合は、「犯人に発見されにくい場所」にメッセージを隠して残す場合がある。この場合、極めて意外な場所であればあるほど、ミステリ作品としての面白さが評価される。

### 被害者がまだ生存している場合
犯人が現場を離れたあとに、被害者がまだ生存している状態でメッセージを書くこともある。この場合、そのまま犯人の名前が書かれていれば、ミステリ作品としては話が終わるため、下記に挙げられたような条件により事件が複雑化する場合が多い。
被害者に余力がない場合
被害者は瀕死の重傷を負っており、満足に考えたり行動したりすることができないため、メッセージを残す時間や手段が限定され、犯人を明確に示すメッセージが残せない場合がある。その一例として、下記が挙げられる。
- 字が乱雑になった場合。
- スペルを間違えた場合。
- メッセージの途中で息絶えた場合。

被害者に知識がない場合
被害者は犯人が誰なのかを言いたいのだが、名前などを知らず自分が知っている限りの情報で説明しているので明確にできない場合。
被害者による偽装工作
被害者が犯人を庇って（あるいは別人に罪を着せるため）、偽のダイイング・メッセージを残す場合などもある。
聞き手に知識がない場合
被害者はちゃんと犯人を示したが、それを聞いた（見た）人間の知識不足で謎となる場合。

### 犯人による偽装工作
捜査撹乱のために、犯人または第三者がダイイング・メッセージ自体を偽装する場合もあり、その場合は探偵が偽装した意図を推理することになる。また、被害者が書いたメッセージを利用する場合もある。

## 被害者がダイイング・メッセージを残した実在事件
1963年8月の波崎事件では、毒物を口に入れた被害者が死に際に「犯人の屋号を示唆するダイイング・メッセージ」を残していた。これと、最後に接触して毒物を飲ませることができた可能性が最も高い人物であり、死亡によって生命保険金が入るという状況証拠によって、1976年に死刑判決が確定した。しかし、毒物の入手先を検察側は実証していなかったことなどから、冤罪疑惑が指摘されている（死刑執行はされないまま、2003年に獄死している）。

また大阪の殺人放火事件では被害者が残したダイイング・メッセージに基づいて捜査して取調べ中に自供した犯人が、裁判で自白の強要と判断され、一二審で無罪となった例もある。
以下のダイイング・メッセージは被害者の顔見知りではないことや性別区別に留まっている。
- 長岡京ワラビ採り殺人事件
- 京都精華大学生通り魔殺人事件
- 加古川小2女児殺害事件

## エピソード
- よくある間違いとして、『ダイニング・メッセージ』が挙げられるが、それだと「食堂の書置き」という意味になる。正しくは『ダイイングメッセージ』である。これについては、テレビドラマ「古畑任三郎」の登場人物である今泉が「ダイニング・メッセージ」と言っているが、この時の殺害現場が食堂であったためあながち間違えているとは言えなかった。
- 2024年10月にAmazon Prime Videoで配信された『KILLAH KUTS』では、朦朧とした状態でメッセージを残す企画「麻酔ダイイングメッセージ」が行われた。意識を朦朧とさせるため静脈麻酔薬（プロポフォール）を使用した[3]。